# Magne Hegdal
Magne Gunnar Hegdal (* 27. Dezember 1944 in Gjerdrum) ist ein norwegischer Komponist, Pianist und Musikkritiker.

## Leben
Hegdal studierte Klavier bei Nicolai Dirdal (1957–1965) und Erling Westher (1966–1969) und Komposition bei Conrad Baden (1964–1967) und Finn Mortensen (1966–1968 privat, danach bis 1972 am Konservatorium in Oslo). Als Pianist debütierte er 1969. Von 1969 bis 1985 schrieb er als Musikkritiker Artikel für die Zeitung Dagbladet. Zwischen 1985 und 1990 sowie 1998–1999 unterrichtete er Komposition an der Norwegischen Musikhochschule. Über viele Jahre hatte er Schlüsselpositionen im norwegischen Komponistenverband und der Copyright-Organisation TONO inne.
Bereits während seiner Studienzeit interessierte sich Hegdal, angeregt u. a. durch John Cage, für die Verwendung der Aleatorik in der Musik. Er ist einer der wenigen norwegischen Komponisten, die sich vom klassisch-romantischen Formverständnis in der Musik abwandten und problematisierte in radikaler Dekonstruktion die Bedeutung der Form für die Arbeit der Komposition. Ein großer Teil seiner etwa fünfzig Kompositionen sind Klavierwerke. Häufig aufgeführt werden die Vokalkompositionen Air – Til en gotisk katedral und Make Believe Rag. Sein zwischen 1974 und 2002 entstandenes Herbarium wurde von dem Pianisten Herbert Henck aufgenommen. Hegdal sieht Malerei und Zeichnung als Fortsetzung der  Kompositionstechnik. Sie waren Teil eines Performance-Konzerts 1985. 2017 hatte er in Oslo eine gemeinsame Ausstellung mit der Bildhauerin und Grafikerin Wenche Gulbransen.

## Werke
- Credo für Chor, 1971
- Sinfonia für Orchester, 1972
- Herbarium II – 57 Piano Flowers (1974–2002)
- Air for a gothic cathedral für Stimme, Klavier und Schlagzeug, 1975
- Birds für Klavier, 1976
- Rondo für Flöte, Akkordeon und Klavier, 1976
- Übung: Ouverture concerto for two pianos and orchestra, 1977
- Concerto I für Kammerorchester, 1978
- Concerto II für Orchester, 1978
- Make Believe Rag für tanzenden Sopran und Klavier, 1981
- Morgensolens Sange. Et Bjørnsonportrett für Sprecher, Klavier, Chor und Orchester, 1982
- Konsert für Kammerorchester, 1985
- Rondo II für Klavier und Kammerorchester, 1985
- For 2 nr. 3 für Perkussion und Klavier, 1991–92
- Pour Ensemble für Kammerorchester, 1992
- For orkester, 1993
- Annotations. Suite de quatre pièces pour piano, (1995)
- Grande Symphonie de salon: Pour Ensemble No. 2, 1996
- For 4 nr. 4 für Saxophonquartett, 1999
- Form für Streichorchester (2000)
- Veränderungen ohne Thema für Klarinettenquintett (2001)
- Stort sett für Violine und Klavier, (2005–2008)
- Songs and Flowers für Klavier (2007)
- Decett : Irreelle interludier for 10 instrumenter (2007)
- Forskjellige stykker für Klavier (2010–2015)
- Konsertstykke i tre deler für Klavier und Orchester (2011–2013)
- Mariasjoner für ein oder zwei Pianisten (2015)
- Album for eldre : Kort og hilsener i kanonform für Klavier (2015–2016)
- Hindostan : 10 oder til Tiris für Klavier (2016–2017)